# پارک لدبوری
پارک لدبوری یک محله در تورنتوی کانادا می‌باشد. در قسمت جنوبی منطقه نورث یورک، درست در آن سوی مرز میدتاون تورنتو واقع شده است. مرزهای آن عبارتند از خیابان خیابان در شرق، خیابان لارنس در جنوب، خیابان باتورست در غرب، و خیابان ویلسون و بزرگراه 401 در شمال.